# Seven and the Ragged Tiger
Seven and the Ragged Tiger — третий студийный альбом британской нью-вейв группы Duran Duran, выпущенный 21 ноября 1983 года, с последующим перевыпуском 29 марта 2010 года. Наряду со своим прошлогодним предшественником Rio (1982) считается самым коммерчески успешным в дискографии группы, дебютировав Великобритании на 1-м месте UK Albums Chart, а в Американском Billboard Top LPs & Tape — на 8-м.
Эта пластинка стала последней, которая была записана музыкантами в классическом составе — Ле Бон-Роудс-Тейлор-Тейлор-Тейлор вплоть до выхода альбома Astronaut (2004).

## Название
Название альбому дала одноименная композиция, которая была написана в период работы над пластинкой в 1983 году, при том сами музыканты в то время не намеревались по данной песне назвать его. Официально она так и не была выпущена ни на одном из релизов группы, а единственная сохранившаяся её демоверсия была выложена в интернет в весьма плохом качестве. Позднее она была переработана, в результате чего превратилась в «The Seventh Stranger», которая стала заключительным треком альбома.
В интервью журналу Rolling Stone от 2 февраля 1984 года вокалист Саймон Ле Бон объяснил значение названия пластинки:

«Название альбома — это приключенческая история одной маленькой команды, в которой „Семь“ — это мы: пять музыкантов и двое менеджеров (Иэн Литтл и Алекс Садкин), а „Саблезубый тигр“ — это успех. Семь человек в погоне за успехом. Амбиция — вот что оно означает!»
Оригинальный текст (англ.)«The album is an adventure story about a little commando team. 'The Seven' is for us — the five band members and the two managers — and 'the Ragged Tiger' is success. Seven people running after success. It's ambition. That's what it's about.» — Джеймс Хенке

## Стиль
Стилистически альбом продолжает начатую в альбоме Rio тематику. Примечательно, что начиная именно с этой пластинки гитарист Энди Тейлор начал развивать звучание, которое потом стало ключевым в работе над первым альбомом сайд-проекта The Power Station и его сольной пластинки Thunder (1987), а партии бас-гитариста Джона Тейлора стали более замысловатыми, чем это прослеживалось в предыдущих двух альбомах группы.
В песне «The Reflex» отчетливо слышно влияние фанка, а композиции «New Moon on Monday», «(I’m Looking For) Cracks in the Pavement», «I Take the Dice» и «The Seventh Stranger» являются классическими представителями нью-вейва; в то же время в композиции «Union of the Snake», ставшей первым синглом альбома, прослеживается влияние песни «Let’s Dance» Дэвида Боуи.

## Запись
После оглушительного успеха предыдущего альбома Rio (1982) группа приступила к работе над своей следующей пластинкой в мае 1983 года в местности Шалетт, вблизи Канн во Франции, под руководством продюсера Иэна Литтла, который уже сотрудничал с группой при записи их предыдущего сингла — «Is There Something I Should Know», вышедшего в начале того же года.
Имея на руках свежие демо, музыканты отправились на Карибские острова в Монтсеррат, где они продолжили работу на филиале AIR Studios Джорджа Мартина. К контролировавшему рабочий процесс Иэну Литтлу присоединился более опытный продюсер — Алекс Садкин. В данном составе музыканты и продюсеры проработали пять недель, записывая песни для нового альбома.
В июле 1983 года группа вернулась в Великобританию, чтобы принять участие в благотворительном концерте на стадионе Ви́лла Парк в Бирмингеме. Специальными гостями этого мероприятия были принц Чарльз и принцесса Диана. Во время своего недолгого пребывания в Великобритании группа успела поработать над ещё несколькими песнями для альбома, затем вернулась в Монтсеррат для очередной сессии звукозаписи, а в конце августа продолжила работу  в 301 Studios в Сиднее, Австралия. В этот период времени уже стало известно название нового альбома.

## Список композиций
Слова и музыка всех песен — Duran Duran.
| №  | Название                                   | Длительность |
| -- | ------------------------------------------ | ------------ |
| 1. | «The Reflex»                               | 5:29         |
| 2. | «New Moon on Monday»                       | 4:16         |
| 3. | «(I’m Looking For) Cracks in the Pavement» | 3:38         |
| 4. | «I Take the Dice»                          | 3:18         |
| 5. | «Of Crime and Passion»                     | 3:50         |

| №  | Название                                    | Длительность |
| -- | ------------------------------------------- | ------------ |
| 1. | «Union of the Snake»                        | 4:20         |
| 2. | «Shadows on Your Side»                      | 4:03         |
| 3. | «Tiger Tiger» (инструментальная композиция) | 3:20         |
| 4. | «The Seventh Stranger»                      | 5:24         |

## Участники записи
Duran Duran
- Саймон Ле Бон — тексты, вокал, бэк-вокал и губная гармошка («Shadows on Your Side»)
- Ник Роудс — клавишные, сэмплирование, программирование
- Энди Тейлор — гитара
- Джон Тейлор — бас-гитара
- Роджер Тейлор — ударные

Сессионные музыканты
- Энди Хамилтон[англ.] — саксофон («The Reflex», «Union of the Snake» и «Tiger Tiger»)
- Рафаэль Диджизес — перкуссия
- Марк Кеннеди[англ.] — перкуссия
- Мишель Коббс — бэк-вокал
- Би Джей Нельсон — бэк-вокал

## Позиции в хит-парадах
Годовые чарты:
| Чарт (1984)                    | Позиция |
| ------------------------------ | ------- |
| Великобритания (Gallup Poll)   | 53      |
| Италия (FIMI)                  | 50      |
| Япония (Oricon Year-End Chart) | 24      |